# Eugène Tisserant

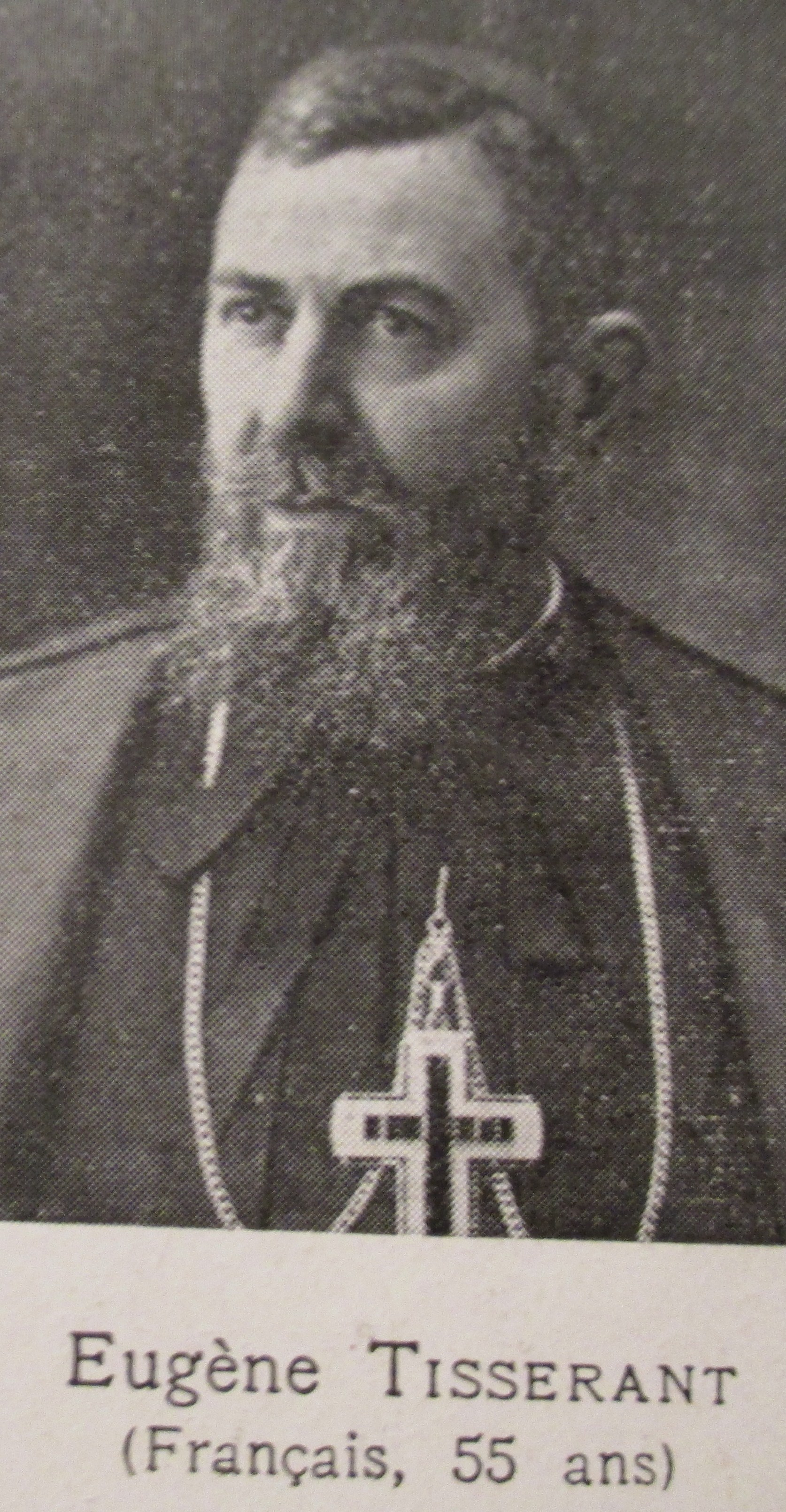
Kardynał Tisserant

Eugène-Gabriel-Gervais-Laurent Tisserant (ur. 24 marca 1884 w Nancy, zm. 21 lutego 1972 w Albano Laziale) – francuski kardynał.

## Życiorys
Pochodził z Nancy. W latach 1900–1907 (z przerwą 1905, gdy odbył służbę wojskową w armii francuskiej) studiował języki orientalne w Nancy, Jerozolimie i Paryżu. W 1907 uzyskał tytuł profesorski i przyjął święcenia kapłańskie. W tym samym roku przybył do Rzymu na zaproszenie Piusa X i objął funkcję kuratora Biblioteki Watykańskiej (1908–1914). W latach 1914–1919 służył w armii francuskiej w czasie I wojny światowej. Papież Pius XI mianował go proprefektem Biblioteki Watykańskiej (15 listopada 1930), kardynałem (18 czerwca 1936), sekretarzem św. Kongregacji Kościołów Wschodnich (1936–1959), tytularnym arcybiskupem Ikonium (1937) i przewodniczącym Papieskiej Komisji Biblijnej (1938–1971). Uczestniczył w konklawe 1939. 
Sprawował urząd biskupa Porto-Santa Rufina w latach 1946–1972. Od 1948 do 1951 był subdziekanem, a od 1951 dziekanem Świętego Kolegium i biskupem Ostii. Sprawował także funkcje prefekta św. Kongregacji ds. Ceremonii (1951–1968), bibliotekarza i archiwisty św. Kościoła Rzymskiego (1957–1971) oraz Wielkiego Mistrza Zakonu Rycerskiego Grobu Bożego w Jerozolimie (od 19 sierpnia 1961). W 1961 został członkiem Akademii Francuskiej. Brał udział w obradach Soboru Watykańskiego II (jako członek ciała przewodniczącego) oraz Światowego Synodu Biskupów (w 1967 i 1969). 
Przewodniczył konklawe 1958 i konklawe 1963. 1 stycznia 1971 w związku z wprowadzoną przez Pawła VI reformą w motu proprio Ingravescentem aetatem utracił prawo do udziału w konklawe; był jednym z głównych oponentów tej zmiany. Zmarł w Albano Laziale i został pochowany w kościele katedralnym Porto e Santa Rufina.
Kardynał Tisserant, poza ojczystym francuskim, władał biegle 12 językami: amharskim, angielskim, aramejskim, asyryjskim, greckim, hebrajskim, łaciną, niemieckim, perskim, rosyjskim, syriackim i włoskim.